# Заменгоф, Лидия Лазаревна
Лидия Лазаревна Заменгоф (эсп. Lidja Zamenhof, пол. Lidia Zamenhof, 29 января 1904, Варшава — август 1942, Треблинка, Мазовецкое воеводство) — польская эсперантистка, переводчик, адвокат и общественный деятель, дочь Л. Л. Заменгофа.

## Биография
Лидия Заменгоф родилась в Варшаве в 1904, была младшей дочерью основателя эсперанто Л. Л. Заменгофа. Выучила эсперанто в возрасте 9 лет, и с 14 лет начала переводить на эсперанто с польского, её первые публикации появились спустя несколько лет. Получив юридическое образование в Варшавском университете в 1925, она полностью посвятила себя деятельности в сфере эсперанто и гомаранизма. Начиная с Венского Всемирного конгресса эсперантистов 1924, она принимала участие во всех Всемирных конгрессах до 1939 (за исключением конгресса 1938 в Англии, поскольку в это время находилась в США). В 1925 на 17-м Всемирном конгрессе эсперантистов в Женеве она познакомилась с верой Бахаи и с этого момента стала активным адептом этой веры. Лидия Заменгоф была секретарём варшавского общества эсперантистов «Конкордо», работала в качестве инструктора преподавания эсперанто по методу Чеха, объездила много стран для пропаганды этого метода и эсперанто в целом. Свою деятельность Лидия Заменгоф вела в сотрудничестве с различными организациями эсперантистов — Международной студенческой Лигой, Всемирной ассоциацией эсперанто, институтом Чеха, а также организациями сторонников веры Бахаи.
Сотрудничала с многими эсперанто-изданиями: Literatura Mondo («Литературный мир», главным образом в области изучения польской литературы), Pola Esperantisto («Польский эсперантист»), La Praktiko («Практика»), Heroldo de Esperanto («Курьер эсперанто»), Enciklopedio de Esperanto («Энциклопедия эсперанто»), и другими. Хорошо известен её перевод на эсперанто романа Quo Vadis? Г. Сенкевича, опубликованный в 1933.
В 1937 Лидия Заменгоф отправилась в США, где длительное время преподавала эсперанто, но в декабре 1938 иммиграционная служба США отказалась продлить ей визу из-за незаконного «оплачиваемого труда» по преподаванию эсперанто, и она была вынуждена вернуться в Польшу.
После оккупации Польши в 1939 её дом в Варшаве оказался на территории Варшавского гетто. Лидия была арестована по обвинению в том, что вела в США антинацистскую пропаганду, но несколько месяцев спустя была освобождена. Находясь на свободе, доставала лекарства и продукты для арестованных, а на предложения бежать из страны отвечала отказом. В 1942 была снова арестована и отправлена в лагерь смерти в Треблинке, где была умерщвлена в газовой камере осенью 1942. Другие источники сообщают, что она была расстреляна в августе 1944 года.

## Увековечение памяти

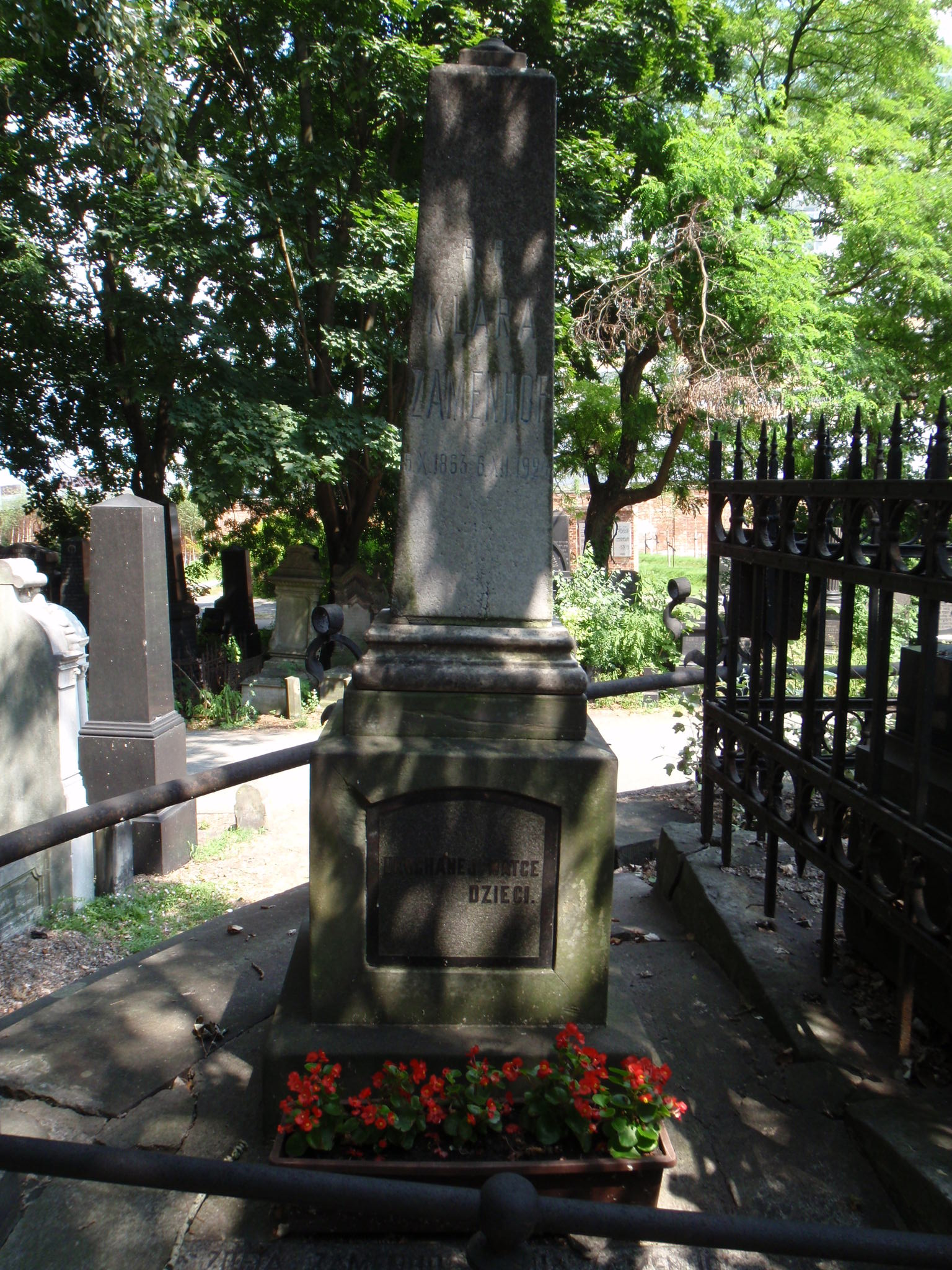
Символическая могила Лидии Заменгоф

- Символическая могила (кенотаф) Лидии Заменгоф находится на еврейском кладбище Варшавы — мемориальная табличка на могиле её матери, Клары Заменгоф, рядом с такой же табличкой в честь сестры Лидии — Софьи, также погибшей в Треблинке.
- В 1993 в честь Лидии Заменгоф названо одно из подразделений детской клиники доктора Заменгофа в Белостоке, Польша.
- В 1995 в мемориальном музее Холокоста в Вашингтоне прошёл вечер памяти Л. Заменгоф, где были отмечены усилия эсперантистов для спасения евреев, преследуемых во время Второй мировой войны.
- В 2004, к 100-летию со дня рождения Лидии Заменгоф издана книга «Por ke la tagoj de la homaro estu pli lumaj», куда вошли её многочисленные публицистические статьи, рецензии, эссе.